# Manfred Stengl
Manfred Stengl (n. 1 aprilie 1946, Salzburg, Austria – d. 6 iunie 1992, Douglas, Insula Man, Middle⁠(d), Mannin) a fost un motociclist austriac, medaliat olimpic. A participat la o ediție a Jocurilor Olimpice (1964) în care a câștigat o medalie de aur.

## Participări
Lista de mai jos prezintă principalele competiții la care a participat Manfred Stengl de-a lungul carierei.
- Sanie la Jocurile Olimpice de iarnă din 1964 – proba de dublu[*]